# Бостаноглу, Бюлент
Реджеп Бюлент Бостаноглу (тур. Recep Bülent Bostanoğlu, род. 1953) — турецкий адмирал, 25-й главнокомандующий ВМС Турции.

## Биография
Родился в городе Эрегли в 1953 году. В 1970 году окончил школу ВМФ в Стамбуле, в 1973 военно-морскую академию. Служил на USS Keppler. Служил на различных военных судах. В 1989 году окончил колледж Вооружённых сил Турции.
Учился в США. После учёбы командовал судами USS Meredith (1991—1993) и USS Capodanno (1993—1994).
30 августа 2009 года Бостаноглу было присвоено звание вице-адмирала. В 2013 году был повышен до адмирала. С 23 августа 2013 по 22 августа 2017 года Бюлент Бостаноглу занимал должность главнокомандующего ВМС Турции.

### Личная жизнь
Был дважды женат. Первая жена, Джейда Бостаноглу, умерла в 2008 году. У Бюлента и Джейды было двое детей, сын Мерт и дочь Дениз. 20 декабря 2014 года Бюлент Бостаноглу женился второй раз. Его избранницей стала Бельгин Эргенч.